# Królowa przedmieścia (film)
Królowa przedmieścia – polski film fabularny z 1938 roku. Ekranizacja znanego wodewilu Konstantego Krumłowskiego pod tym samym tytułem. Film różni się znacznie od swego pierwowzoru. Bodo zrealizował film w konwencji melodramatu ozdobionego melodyjnymi piosenkami. Film cieszył się sporym powodzeniem wśród widzów.

## Opis fabuły
Malarz Zygmunt, mężczyzna z wyższych sfer zakochuje się z wzajemnością w pięknej dziewczynie z przedmieścia, Mani Dzierwańskiej. Zapowiadają się jednak spore komplikacje, ponieważ starający się już od dłuższego czasu o rękę Mani Antek i Kantek nie zamierzają się wycofać. Na domiar złego opiekun Zygmunta, Złotogórski nie zamierza dopuścić do mezaliansu. Miłość młodych zostanie więc wystawiona na wiele bardzo ciężkich prób.

## Obsada
- Helena Grossówna jako Mania
- Aleksander Żabczyński jako Zygmunt
- Stanisław Sielański jako Antek
- Romuald Gierasieński jako Majcherek
- Józef Kondrat jako Kantek
- Helena Buczyńska jako Maciejowa
- Józef Orwid jako Gomółka
- Antoni Różycki jako Złotogórski